# Matthias S. Fifka
Matthias S. Fifka (* 1974 in Nürnberg) ist ein deutscher Wirtschafts- und Sozialwissenschaftler. Fifka ist Professor für Betriebswirtschaftslehre, insbesondere für Strategisches und Werteorientiertes Management, am wirtschaftswissenschaftlichen Institut der Friedrich-Alexander-Universität Erlangen-Nürnberg, dessen Vorstand er auch ist.

## Leben
Nach dem Abitur 1994 studierte er in Erlangen-Nürnberg, der Universidad de Salamanca und der University of Florida, Gainesville, Wirtschafts- und Sozialwissenschaften. Im Anschluss an das Studium war er als wissenschaftlicher Mitarbeiter am Lehrstuhl für Auslandswissenschaft/International Studies der Universität Erlangen-Nürnberg tätig, wo er nach einem längeren Aufenthalt in Washington, D.C. im Jahr 2004 mit einer Arbeit zu „Unternehmensverbänden in den USA“ promoviert wurde. Es folgten Lehrtätigkeiten in Nürnberg, Clermont-Ferrand, Frankreich, und Cleveland, USA. Im Jahr 2011 habilitierte sich Fifka mit einer Arbeit zu „Corporate Citizenship in Deutschland und den USA“ und er erhielt die venia legendi in den Fächern Betriebswirtschaftslehre und International Studies. Ebenfalls im Jahr 2011 folgte er einem Ruf auf den Dr. Jürgen Meyer Stiftungslehrstuhl für Internationale Wirtschaftsethik und Nachhaltigkeit an der Cologne Business School, Köln.
In Forschung und Lehre beschäftigt er sich mit strategischem Management – insbesondere der ganzheitlichen Implementierung von Wertemanagement, Nachhaltigkeit und Corporate Governance – sowie internationalen Wirtschaftsbeziehungen sowie dem wirtschaftlichen und politischen System der USA. Er ist in wissenschaftlichen Kommissionen und Beiräten tätig, z. B. für die Europäische Union, den Deutschen Bundestag sowie den Bundesdeutschen Arbeitskreis für Umweltbewusstes Management e.V. (B.A.U.M. e.V.). Zudem ist er Mitglied der Europäischen Akademie der Wissenschaften und Künste. Seit Beginn des Jahres 2008 ist er Stellvertretender Direktor des Deutsch-Amerikanischen Institutes in Nürnberg.
Fifka war Gastprofessor an der Jiaotong-Universität Shanghai, der University of Dallas,  der Wirtschaftsuniversität Wien, der Maastricht School of Management und der École supérieure des sciences commerciales d’Angers (ESSCA).
Er ist Autor und Herausgeber von 12 Büchern. Zudem hat er rund 50 Beiträge für Fachzeitschriften verfasst und schreibt Beiträge für Medien. Zudem war er Gast in wirtschaftspolitischen Sendungen auf Sendern wie 3sat oder Phoenix.

## Schriften
- Ready for Take-off: Wie die Lufthansa ihr Personal auf die Zukunft vorbereitet (mit Bettina Volkens), Frankfurt: Campus, 2019
- CSR und Tourismus (mit Dagmar Lund-Durlacher und Dirk Reiser), Heidelberg: Springer Gabler, 2018
- Wer führt in (die) Zukunft? – Männer und Frauen in Führungspositionen der Wirtschaft in Deutschland – Die sechste Studie (mit Ingrid Becker und Sonja Bischoff), Köln: Dr. Jürgen Meyer Stiftung, 2016
- Corporate Social Responsibility in Europe – United in Sustainable Diversity (hg. mit Samuel Idowu und Rene Schmidpeter), Heidelberg/New York: Springer, 2015
- CSR und Reporting: Nachhaltigkeits- und CSR-Berichterstattung verstehen und erfolgreich umsetzen (hg.), Berlin/Heidelberg: Springer Gabler Verlag, 2014
- Dictionary of Corporate Social Responsibility (hg. mit Samuel Idowu, Nicolas Capaldi, Liangrong Zu, Rene Schmidpeter), Heidelberg/New York: Springer, 2015
- Das mittlere Management – Rollenkonflikt, Leistungsdruck und Moral (mit Stella Kraus), Köln: Dr. Jürgen Meyer Stiftung 2013
- Korruption als internationales Phänomen: Ursachen, Auswirkungen und Bekämpfung eines weltweiten Problems (hg. mit Andreas Falke), Berlin: Erich Schmidt Verlag, 2012
- Corporate Citizenship in Deutschland und den USA – Gemeinsamkeiten und Unterschiede im gesellschaftlichen Engagement von Unternehmen und das Potential eines transatlantischen Transfers, Wiesbaden: Gabler, 2011, 413 S.
- Mediendemokratie in den USA: Politikgestaltung und Politikvermittlung am Beginn des 21. Jahrhunderts (hg. mit Daniel Gossel), Trier: Wissenschaftlicher Verlag Trier, 2008, 204 S.
- Scientology in Deutschland und den USA ‒ Strukturen, Praktiken und öffentliche Wahrnehmung (mit Nadine Sykora), Münster: LIT Verlag, 2009, 179 S.
- Von der jugendlichen Rebellion zum Protest einer Generation – Rockmusik in den 50er und 60er Jahren, Baden-Baden: Nomos, 2007, 367 S.
- Unternehmensverbände in den USA – Interessenvermittlung im pluralistischen System, Heidelberg: Universitätsverlag Winter, 2005, 373 S.